# Homaliodendron erosifolium
Homaliodendron erosifolium är en bladmossart som beskrevs av Fleischer 1906. Homaliodendron erosifolium ingår i släktet Homaliodendron och familjen Neckeraceae. Inga underarter finns listade i Catalogue of Life.